# Carl de Vogt
Carl de Vogt, all'anagrafe Carl Bernhard de Vogt (Colonia, 14 settembre 1885 – Berlino, 16 febbraio 1970), è stato un attore e cantante tedesco.

## Biografia
Nato a Colonia, Carl de Vogt era figlio di Elisabeth Mommertz e di Balthasar de Vogt, un compositore di caratteri tipografici. Seguendo la professione paterna, Carl imparò dapprima la composizione tipografica e poi si iscrisse alla scuola di arte drammatica di Colonia, ove frequentò corsi di recitazione, di canto e di danza.
Su sua stessa indicazione, de Vogt cominciò la sua attività di cantante ed attore nel 1908. La sua prima scrittura la ottenne a Magonza, esibendosi sul palcoscenico insieme a Käthe Dorsch. Lavorò in seguito a Friburgo ed al Konzerthaus di Berlino. 
Durante la prima guerra mondiale, servì l'esercito dal 22 luglio 1915 al dicembre dello stesso anno. 
Nel 1916 ebbe il suo primo ruolo cinematografico nel film Schwert und Herd. In seguito ottenne altri ruoli e divenne famoso nel 1919 con il ruolo del protagonista Kay Hoog nel film I ragni: il lago d'oro del regista Fritz Lang. A cavallo tra la fine degli anni dieci e l'inizio dei venti, prese parte ai primi quattro film di Fritz Lang. Accanto all'attività cinematografica, de Vogt continuò a recitare al Prinzregententheater di Monaco ed a cantare brani della tradizione tedesca, accompagnandosi con il liuto. 
Si sposò con l'attrice Cläre Lotto da cui ebbe almeno un figlio, Karl Franz de Vogt (nato il 14 maggio 1917), che in seguito divenne produttore cinematografico. Carl de Vogt e Cläre Lotto hanno lavorato insieme in almeno 19 film, tra cui Allein im Urwald, Auf den Trümmern des Paradieses, Die Todeskarawane e Dämon Zirkus. 
Attore di successo, Carl de Vogt continuò a recitare in diversi film e proseguì anche la sua carriera di cantante. Dal 1927 fece diverse incisioni di brani di successo o come voce narrante di melodrammi popolari e patriottici (come ad esempio Der Fremdenlegionär), accompagnato da orchestra. Nell'aprile del 1933 Carl de Vogt si iscrisse all'NSDAP, all'NSBO ed entrò nelle SA. Oltre a recitare fu anche attivo come doppiatore di film stranieri, ad esempio del film Ramona con Loretta Young e Don Ameche. Durante la seconda guerra mondiale si esibiva con dei concerti per le truppe al fronte, durante i quali raccontava dei suoi viaggi e cantava brani legati al tema dei soldati e della patria. Dopo la fine della guerra, in qualità di ex membro del partito nazionalsocialista Carl de Vogt ricevette a Berlino il divieto all'esercizio della professione, potendo dunque apparire soltanto al di fuori della capitale ed in ruoli minori.  
Il suo ultimo ruolo lo ebbe nel 1963 ne Lo strangolatore dalle 9 dita a 78 anni di età. Viveva in un ricovero per anziani a Berlino, dove occasionalmente si esibiva ancora cantando ed accompagnandosi con il liuto. Sebbene Carl de Vogt fosse un personaggio di grande fama negli anni venti, oggi non si hanno più molte informazioni sulla sua vita. E nonostante avesse girato più di 130 film, morì nel 1970 a 84 anni praticamente da sconosciuto.

## Filmografia
- Friedrich Werders Sendung, regia di Otto Rippert (1916)
- Die Einsame, regia di Fred Sauer (1916)
- Der Weg des Todes, regia di Robert Reinert (1917)
- Erloschene Augen. Tragödie eines blinden Kindes, regia di Josef Stein (1917)
- Der Knute entflohen, regia di Josef Stein (1917)
- Wenn Tote sprechen, regia di Robert Reinert (1917)
- Ahasver, 1. Teil, regia di Robert Reinert (1917)
- Ahasver, 2. Teil, regia di Robert Reinert (1917)
- Ahasver, 3. Teil - Das Gespenst der Vergangenheit, regia di Robert Reinert (1917)
- Weg der Erlösung, regia di Josef Stein (1918)
- Olaf Bernadotte, regia di Nils Olaf Chrisander (1918)
- Kassenrevision, regia di Adolf Gärtner e Josef Stein (1918)
- Die Beichte des Mönchs, regia di Robert Leffler (1918)
- Der Mann im Monde, regia di Robert Leffler (1918)
- Der Herr der Welt, regia di Robert Reinert (1918)
- Das Licht des Lebens, regia di Josef Stein (1918)
- Vom Rande des Sumpfes (1919)
- Die Frau mit den Orchideen, regia di Otto Rippert (1919)
- Halbblut, regia di Fritz Lang (1919)
- Der Herr der Liebe, regia di Fritz Lang (1919)
- Die Spinnen, 1. Teil - Der Goldene See, regia di Fritz Lang (1919)
- Die Teufelsanbeter, regia di Marie Luise Droop (1920)
- Die Spinnen, 2. Teil - Das Brillantenschiff, regia di Fritz Lang (1920)
- Die Tragödie eines Großen, regia di Arthur Günsburg (1920)
- Auf den Trümmern des Paradieses, regia di Josef Stein (1920)
- Das Fest der schwarzen Tulpe, regia di Marie Luise Droop e Muhsin Ertugrul (1920)
- Die Todeskarawane, regia di Josef Stein (1920)
- Die entfesselte Menschheit, regia di Joseph Delmont (1920)
- Die Schatzkammer im See - 1. Teil: Brillantenmarder, regia di Hans Werckmeister (1921)
- Die Schatzkammer im See - 2. Teil: Der Club der Zwölf, regia di Hans Werckmeister (1921)
- Acht Uhr dreizehn - Das Geheimnis des Deltaklubs, regia di Hans Werckmeister (1921)
- Die Dreizehn aus Stahl, regia di Johannes Guter (1921)
- Klatsch, regia di Josef Stein (1921)
- Planetenschieber (1921)
- Der Herr der Bestien (1921)
- Die Schreckensnacht in der Menagerie (1921)
- Der vergiftete Strom (1921)
- Unter Räubern und Bestien (1921)
- Aus dem Schwarzbuch eines Polizeikommissars, 2. Teil: Verbrechen aus Leidenschaft (1921)
- Liebes-List und -Lust (1922)
- Die Tigerin, regia di Ernst Wendt (1922)
- Die Kleine vom Film (1922)
- Allein im Urwald (1922)
- Die weisse Wüste (1922)
- Die Stumme von Portici (1922)
- Nathan der Weise, regia di Manfred Noa (1922)
- Schlagende Wetter (1923)
- Lachendes Weinen (1923)
- Dämon Zirkus (1923)
- Die vier letzten Sekunden des Quidam Uhl, regia di Robert Reinert (1924)
- La caduta di Troia (Helena), regia di Manfred Noa (1924)
- Das Spiel der Liebe, regia di Guido Parish (1924)
- Der Schrecken des Meeres, regia di Franz Osten (1924)
- Die blonde Hannele, regia di Franz Seitz (1924)
- Prater (1924)
- Die Kleine aus Amerika (1925)
- Am besten gefällt mir die Lore (1925)
- Bismarck, 1. Teil (1925)
- Der Wilderer (1926)
- Ich hatt' einen Kameraden, regia di Conrad Wiene (1926)
- Das Geheimnis von St. Pauli (1926)
- Schützenliesel (1926)
- Das Lebenslied (1926)
- Gefährdete Mädchen (1927)
- Bismarck 1862-1898 (1927)
- Stolzenfels am Rhein, regia di Richard Löwenbein (1927)
- U 9 Weddigen (1927)
- Die Lindenwirtin am Rhein (1927)
- Der Fluch der Vererbung (1927)
- Der Bettler vom Kölner Dom (1927)
- Der fröhliche Weinberg (1927)
- Frau Sorge (1928)
- Herr Meister und Frau Meisterin (1928)
- Zuflucht (1928)
- Haus Nummer 17 (1928)
- Hinter Klostermauern (1928)
- Waterloo, regia di Karl Grune (1929)
- Drei Tage auf Leben und Tod - aus dem Logbuch der U.C.1 (1929)
- Morgenröte, regia di Wolfgang Neff e Burton George (1929)
- Andreas Hofer, regia di Hans Prechtl (1929)
- Die Schleiertänzerin (1929)
- Hanba (1929)
- Lumpenball (1930)
- Flachsmann als Erzieher, regia di Carl Heinz Wolff (1930)
- Die Frau - Die Nachtigall (1931)
- Das Geheimnis der roten Katze, regia di Erich Schönfelder (1931)
- Teilnehmer antwortet nicht (1932)
- Gli undici ufficiali di Schill (Die elf Schill'schen Offiziere) (1932)
- Die Tänzerin von Sans Souci, regia di Frederic Zelnik (1932)
- Il prigioniero di Magdeburg (Trenck - Der Roman einer großen Liebe), regia di Ernst Neubach e Heinz Paul (1932)
- Liebesfrühling (1933)
- Das Lied der Schwarzen Berge (1933)
- Ein Lied geht um die Welt (1933)
- Notte d'amore sul Bosforo (Die Nacht der großen Liebe) (1933)
- Schüsse an der Grenze (1933)
- Wenn am Sonntagabend die Dorfmusik spielt, regia di Charles Klein (1933)
- Blut und Boden (1933)
- Ich für dich, du für mich (1934)
- Wilhelm Tell (1934)
- La majesta bianca (Weiße Majestät) (1934)
- Perché ha ucciso?  (Elisabeth und der Narr), regia di Thea von Harbou (1934)
- Zu Straßburg auf der Schanz (1934)
- Soldatenlieder (1935)
- Ein Mannsbild muss her (1936)
- Fährmann Maria (1936)
- Wenn wir alle Engel wären (1936)
- Musketier Meier III (1938)
- Blauer Dunst (1950)
- Sfida alla morte (Torreani), regia di Gustav Fröhlich (1951)
- Briefträger Müller (1953)
- Die sieben Kleider der Katrin (1954)
- I topi (Die Ratten) (1955)
- Mein Leopold, regia di Géza von Bolváry (1955)
- Ein Herz bleibt allein (1955)
- Stanza blindata 713  (Banktresor 713) (1957)
- Gli artigli invisibili del Dottor Mabuse (Die unsichtbaren Krallen des Dr. Mabuse) (1962)
- Lo strangolatore dalle 9 dita (Der Würger von Schloß Blackmoor) (1963)